# Hijuelas
Hijuelas é uma comuna da província de Quillota, localizada na Região de Valparaíso, Chile. Possui uma área de 267,2 km² e uma população de 16.014 habitantes (2002). É conhecida como a Capital das Flores, por ter a maior porcentagem de produção de flores do país, sendo que praticamente metade das flores produzidas no Chile têm origem em Hijuelas
1. ↑  Valparaíso, V Región de. «Hijuelas». V Región de Valparaíso. Consultado em 27 de outubro de 2021